# Western Stars. Songs from the Film
Western Stars. Songs from the Film è un album dal vivo del cantautore statunitense Bruce Springsteen pubblicato dalla Columbia Records nel 2019, colonna sonora del film Western Stars co-diretto e interpretato dallo stesso Springsteen.

## Tracce
Testi e musiche di Bruce Springsteen.
1. Hitch Hikin’ – 3:45
2. The Wayfarer – 4:46
3. Tucson Train – 3:22
4. Western Stars – 4:40
5. Sleepy Joe’s Café – 3:44
6. Drive Fast (The Stuntman) – 4:44
7. Chasin’ Wild Horses – 5:48
8. Sundown – 3:15
9. Somewhere North of Nashville – 2:02
10. Stones – 5:37
11. There Goes My Miracle – 4:02
12. Hello Sunshine – 4:24
13. Moonlight Motel – 4:03
14. Rhinestone Cowboy – 3:18 (Larry Weiss)

## Formazione
- Bruce Springsteen - voce, chitarra acustica
- Patti Scialfa - cori, chitarra acustica, arrangiamento vocale
- Lisa Lowell, Soozie Tyrell, Surrenity XYZ, Vaneese Thomas - cori
- Kaveh Rastegar - basso
- Gunnar Olsen - batteria
- Ben Butler - chitarra elettrica, banjo
- Marc Muller - pedal steel guitar, chitarra elettrica, chitarra acustica, banjo
- Charles Giordano - pianoforte, organo, fisarmonica
- Henry Hey - tastiere
- Rob Mathes - tastiere, pianoforte, arrangiamento, orchestrazione
- Rachel Drehmann, Zohar Schondorf - corno
- Barry Danielian, Curt Ramm - tromba
- Alan Stepansky, Andrew Janss, Maureen McDermott - violoncello
- Celia Hatton, Maurycy Banaszek, Will Frampton - viola
- Annaliesa Place, Elizabeth Lim-Dutton, Emma Sutton, Joyce Hammann, Laura Lutze, Maggie Gould, Monica Davis, Robin Zeht - violino
- Joanna Maurer - primo violino

Produzione
- Ron Aniello, Bruce Springsteen - produzione
- Bob Clearmountain - mixing
- Bob Ludwig - mastering
- Danny Clinch - fotografie
- Joel Singer, John Cooper, John Harris, Rob Lebret - tecnico del suono

## Edizioni
- 2019 – CD, Columbia Records 19075995452
- 2019 – LP (doppio), Columbia Records 19075997801
- 2019 – Western Stars Double CD Edition, CD (doppio), Columbia Records 194397009224